# 十八區民主派聯絡會議
十八區民主派聯絡會議（英語：18 District Councils Liaison）是由香港十八個區議會民主派的正副主席及離島區議員代表組成的聯絡會議，在2020年2月成立，負責就全港事務及地區議題交流協作。2021年5月15日，18區民主派聯絡會議表示，過去1年各區地區民生議題均已有交流，聯絡會議亦到功成身退之時，宣佈停止運作。

## 歷任召集人
| 肖像 | 肖像 | 召集人 | 區議會 | 選區 | 任期       | 任期       | 政黨           |
| ---- | ---- | ------ | ------ | ---- | ---------- | ---------- | -------------- |
|      |      | 楊雪盈 | 灣仔區 | 大坑 | 2020年2月  | 2020年6月  | 灣仔起步       |
|      |      | 鍾錦麟 | 西貢區 | 欣英 | 2020年6月  | 2020年11月 | 新民主同盟     |
|      |      | 梁國豪 | 離島區 | 長洲 | 2020年11月 | 2021年3月  | 朱凱迪新西團隊 |
|      |      | 黃學禮 | 沙田區 | 松田 | 2021年3月  | 2021年5月  | 沙田區政       |